# Dr. Know

Dr.Know (también conocido en Hispanoamérica como El Doc Cazamitos) es una serie de televisión dedicado a desacreditar diversos rumores y conceptos erróneos populares en el ámbito de la salud personal. EL programa presenta al Dr. Paul Trotman, un médico de Nueva Zelanda en campos como la medicina interna y obstetricia/ginecología, que es descrito por un crítico como un "destructor de mitos médicos. La serie salió al aire en 20 partes como un formato de media hora en el canal Discovery Health. En 2008, la serie comenzó a emitirse el canal Discovery Science. Se filmó en los alrededores de Washington D. C.

## Reparto
- Paul Trotman - Anfitrión
- Manny Oliverez - Sujeto para experimentos 1
- Christian Arriola - Sujeto para experimentos 2